# مسیح (فیلم)

پوستر فیلم

مسیح نام فیلمی ایرانی به کارگردانی نادر طالب‌زاده و نویسندگی حسین بهزادی محصول سال ۱۳۸۴ است.

## خلاصهٔ داستان
روایت‌های پی‌درپی از موعظه‌ها و معجزه‌های مسیح که در ناصریه اتفاق می‌افتد: مسیح همراه با حواریون خود در بین مردم می‌گردد و در جواب نمایندگان فریسی‌ها که از او نام و نشان و هویتش را می‌پرسند، می‌گوید که او آمده تا بشارت ظهور احمد را بدهد. همچنین یک دختر لال و یک زن گوژپشت را شفا می‌دهد و الیعاذر را که مرده است، دوباره زنده می‌کند. در تمام این مدت بارنابا، یکی از حواریون، در حال ثبت موعظه‌ها و حرف‌ها و معجزه‌های مسیح است. یهودا اسخریوطی، یکی از حواریون، در مقابل سی سکه حاضر می‌شود به مسیح خیانت کند و جای او را به رومی‌ها نشان دهد. از این لحظه فیلم دو روایت مختلف را نشان می‌دهد: اولی روایت مبتنی بر آنچه که در انجیل‌های چهارگانه است، یعنی دستگیری مسیح و به صلیب کشیدن او؛ و دومی که بر مبنای انجیل برنابا و روایت‌های اسلامی تصویر شده که طبق آن در لحظه ورود رومی‌ها به مقر مسیح، او به آسمان عروج می‌کند و یهودا شمایل مسیح را با خود می‌گیرد و با لحن و رفتاری متفاوت از مسیح واقعی، مقابل پیلاطوس حکم‌ران رومی فلسطین حاضر و سرانجام مصلوب می‌شود.

## بازیگران
1. احمد سلیمان‌نیا
2. فتحعلی اویسی
3. احمد نجفی
4. ولی‌الله مؤمنی
5. سیروس اسنقی
6. مرتضی ضرابی
7. مرتضی ضرابی
8. مینا باقری
9. احسان اله عمادی
10. افشین زارعی
11. محمدعلی ساربان
12. رضا سعیدی
13. محمود صحرایی
14. حمیدرضا هدایتی
15. ابوالقاسم آل آقا
16. حسن سرچاهی
17. پرویز بزرگی
18. امیر پورتحویلی
19. رامتین روزبهانی
20. اکبر سنگی
21. هومن کریمی
22. سعید طلابخش
23. محمدرضا محمدی
24. محمد بابایی
25. علیرضا معتمدی
26. محمدامین نبی اللهی
27. حمید عجمی
28. مهدی نادعلی
29. امیر رهبری
30. سیامک مصطفایی
31. علی اروندتاج
32. مرتضی قلی خانی
33. سیدمهدی حیدری
34. آرش سپهسالار
35. مسعود قندی
36. محسن دائی نبی
37. بنیامین ابیانه
38. بهزاد علی یار
39. کامران فیوضات
40. فتح اله تاج تهرانی
41. محمد الهی
42. جواد زیتونی
43. محمدقاسم پورستار
44. غلامرضا عارف نژاد
45. اکبر بلندی
46. صفر کشکولی
47. خسرو احمدی
48. محمد زوارکعبه
49. حمید باغستانی
50. صادق پدیدار
51. مینا توکلی
52. سعیده عرب
53. نیلوفر دوستی
54. فریبا خادمی
55. امیر غفارمنش
56. هوشنگ دیبائیان
57. محمد طاهریان
58. هوشنگ معصفری
59. معصومه آقاجانی
60. نازنین فراهانی
61. بهار لنکرانی
62. کتایون دلفانی
63. میسا مولود
64. مرتضی کاظمی
65. علی خزائی
66. بیژن انواری
67. ناصر سهرابی
68. علیرضا کرم زاده
69. مهرآمیز یکتا
70. هژیر ساربان
71. بهروز پیروزیان
72. خلیل دشتی
73. بهرام سروری نژاد
74. علی علوی
75. مهدی فرخی
76. رضا حسینی
77. میرمحسن حسینیان
78. حسن سیاح
79. محمدحسین قشمی
80. مریم مهرعلی
81. علی زمانی
82. اکرم اسکندری
83. مرجان امینی
84. اصغر امیدوارخرم
85. محمد حبیب پور
86. محمدابراهیم جعفری
87. اکبر رحیمی
88. احمد مایانی
89. شاپور بخشایی
90. غلامرضا محمدی
91. علی اکبر بیات
92. نسرین خسروان اصفهانی

## شرکت در جشنواره‌ها و جوایز
این فیلم در فستیوال فیلم فیلادلفیا به نمایش درآمد. نسخۀ سینمایی بشارت منجی سال ۲۰۰۷ در جشنوارۀ فیلم مذهب امروز، ایتالیا شرکت کرد و توانست جایزۀ گفتمان میان ادیان را از آن خود کند. همچنین از این فیلم در همایش بین‌المللی دکترین مهدویت تقدیر و در مسابقۀ سینمای ایران برگزیده شد.